# 长白岛
30°11′00″N 122°02′21″E / 30.18327312831591°N 122.03914895653725°E
长白岛是浙江省舟山群岛中西部的一个岛屿，位于舟山岛西北方向，南距舟山本岛1.75公里处，东北与岱山岛隔海相望。陆地面积11.1平方公里，包括潮间带总面积14.16平方公里。

## 地形
島呈東至西走向，長5.2公里，寬2.2公里。海岸線長22.25[公里，周圍水深0.3～12公尺。島中部山丘綿亙，南部地勢平坦，北部多山地，最高點太平崗海拔244.6公尺。舟岱大桥建成后，连接浙江舟山的富翅岛、舟山本岛、长白岛、岱山岛、鱼山岛5座岛屿。

## 歷史
據傳，明朝湯和為巡視舟山，赴岱山，船過長白島北部海面，望島形狹長，山上光白無樹，因以“長白”名島。

## 行政
属于浙江省舟山市定海区管辖，并设长白乡政府駐地和3个行政村。

## 人口
2000年人口普查时有居民2,162戶，6,302人。